# آنا پطروسیان
آنا پطروسیان (ارمنی: Աննա Պետրոսյան؛ انگلیسی: Anna Petrosyan؛ زادهٔ ۲۹ اکتبر ۱۹۹۰) بازیکن فوتبال اهل ارمنستان در پست فوروارد است.

## باشگاهی
از باشگاه‌هایی که در آن بازی کرده‌است می‌توان به کالج اشاره کرد.

## تیم ملی
وی همچنین در تیم ملی فوتبال زنان ارمنستان بازی کرده‌است. 